# Самаркандский район

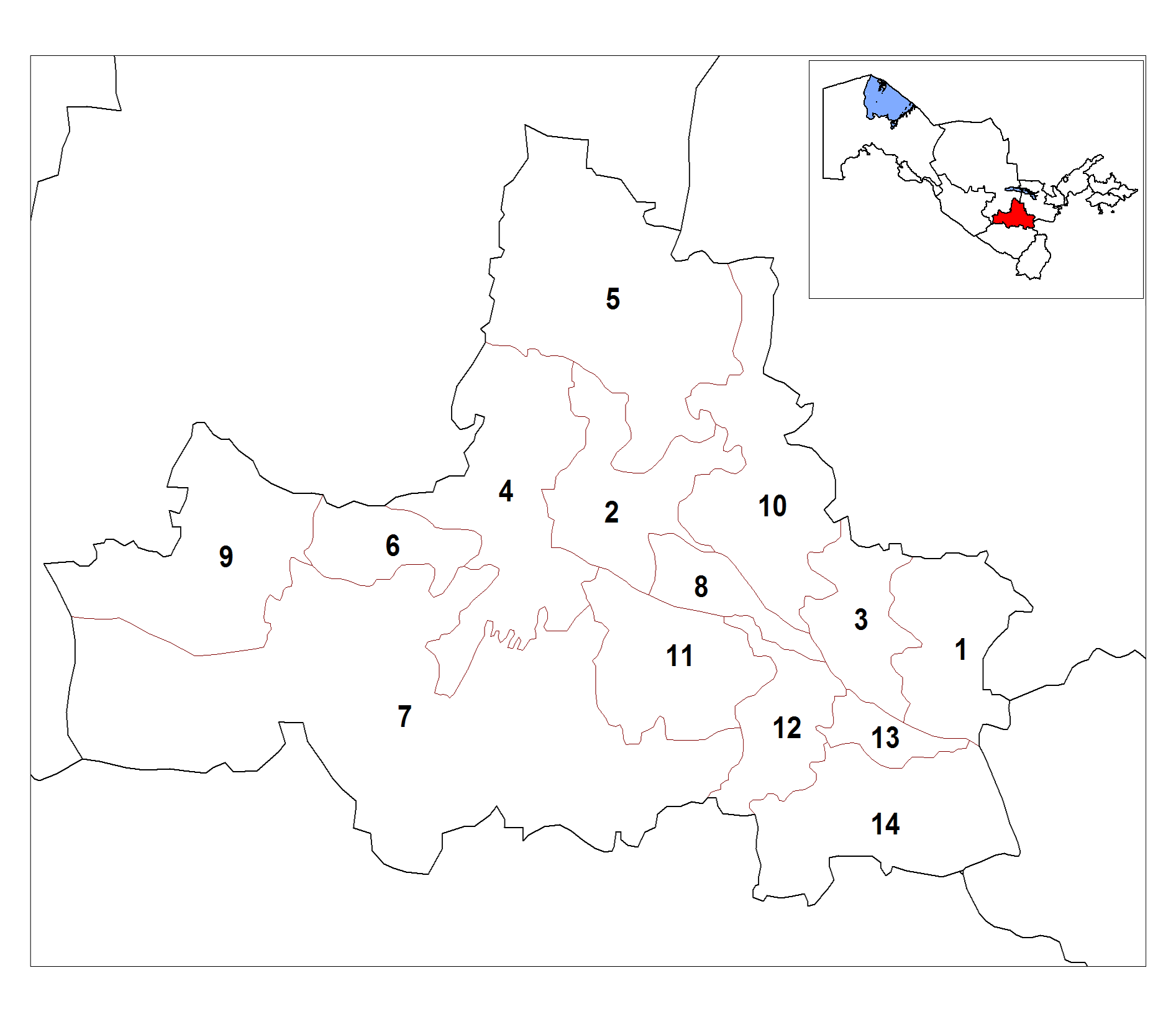
Карта Самаркандской области. Самаркандский район обозначен под номером 12.

Самаркандский район (тума́н; узб. Samarqand tumani / Самарқанд тумани) — район в Самаркандской области Узбекистана. Административный центр — городской посёлок Гюлабад. Внутри территории района расположен административный центр Самаркандской области — город Самарканд, который не входит в состав района и является городом областного подчинения.

## История
После завоевания в 1868 году Российской империей территорий Бухарского эмирата было создано административное образование в составе Среднеазиатских владений Российской империи — Зеравшанский округ.
В состав данного округа вошли города: Самарканд, Ургут, Каттакурган, Чилек и Пайшанба. Таким образом, впервые территория сегодняшнего Самаркандского района вошла в чётко определённое административное образование.
1 января 1887 года Зеравшанский округ был упразднён, и его территория была включена в состав новообразованной Самаркандской области. Данная область делилась на 4 уезда: Джизакский, Катта-Курганский, Самаркандский и Ходжентский. Территория сегодняшнего Самаркандского района входила в состав Самаркандского уезда области.
30 апреля 1918 года территория Самаркандской области стала частью Туркестанской АССР, а 27 октября 1924 года в результате национально-территориального размежевания Средней Азии в СССР Самаркандская область вошла в состав новообразованной Узбекской ССР.
После вхождения Самаркандской области в состав Узбекской ССР 29 сентября 1926 года был образован Верхнедаргамский район (Юкоридаргом), который позднее был переименован в Самаркандский район. До сегодняшнего времени район продолжает находиться в составе Самаркандской области.
10 февраля 1939 года 11 сельсоветов Самаркандского района были выделены в новый Комсомольский район. 2 марта 1959 года Комсомольский район был присоединён обратно к Самаркандскому.

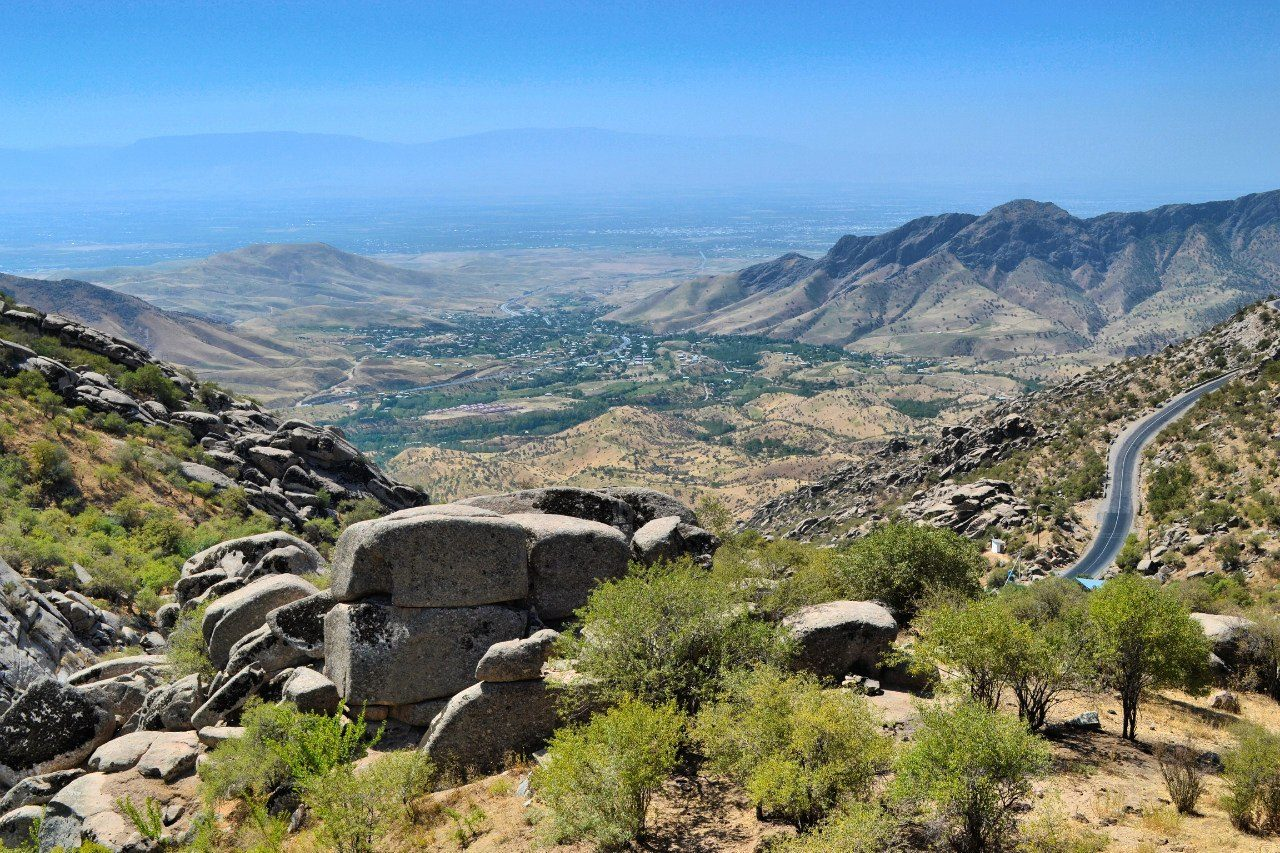
Агалыкские горы.

## География
Самаркандский район расположен в юго-восточной части Самаркандской области. С северной стороны граничит с Акдарьинским, с северо-востока — с Джамбайским, с северо-запада и запада — с Пастдаргомским районами Самаркандской области, с юга — с Чиракчинским районом Кашкадарьинской области, с юго-востока — с Ургутским, с юго-запада — с Нурабадским, с востока — с Тайлакским районами Самаркандской области. Площадь района составляет 430 км².

## Природа

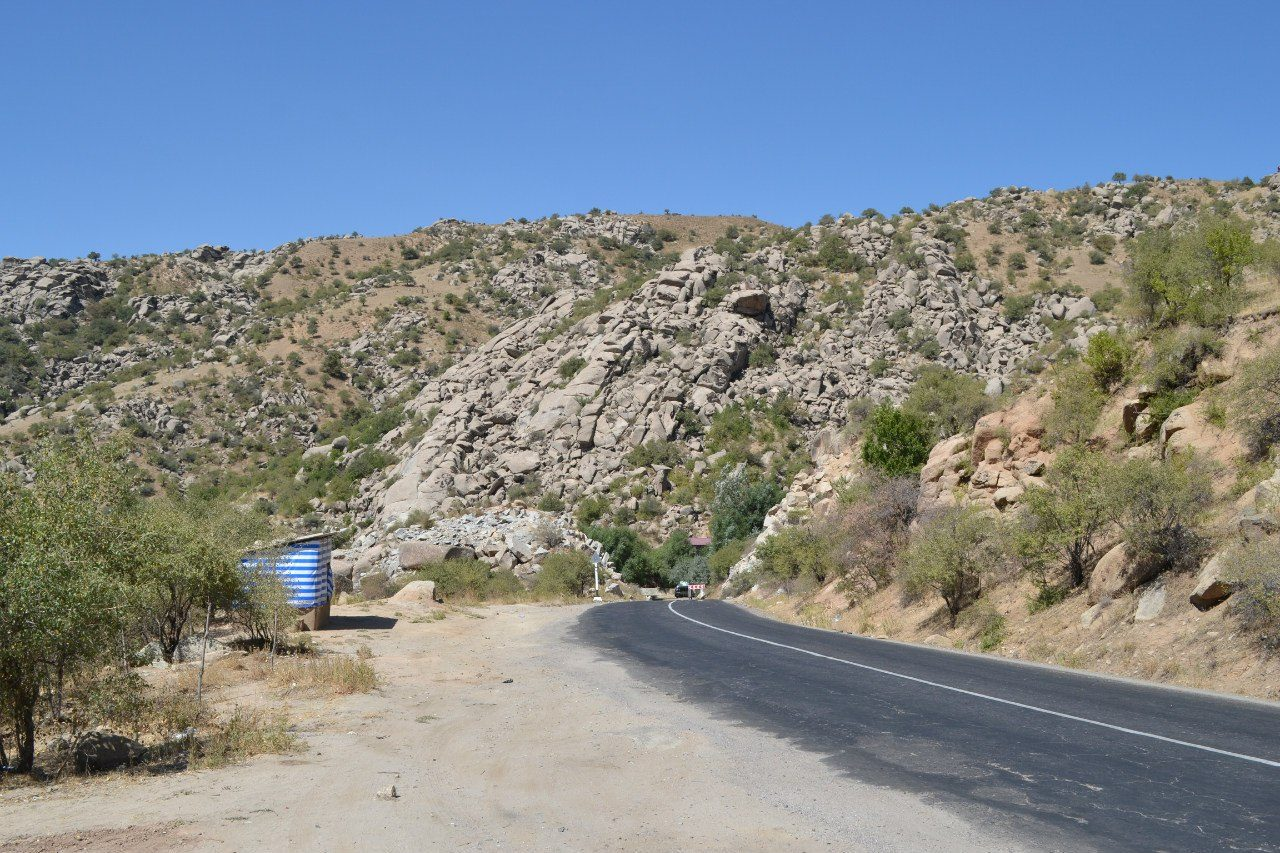
Горная дорога на территории Самаркандского района.

### Климат

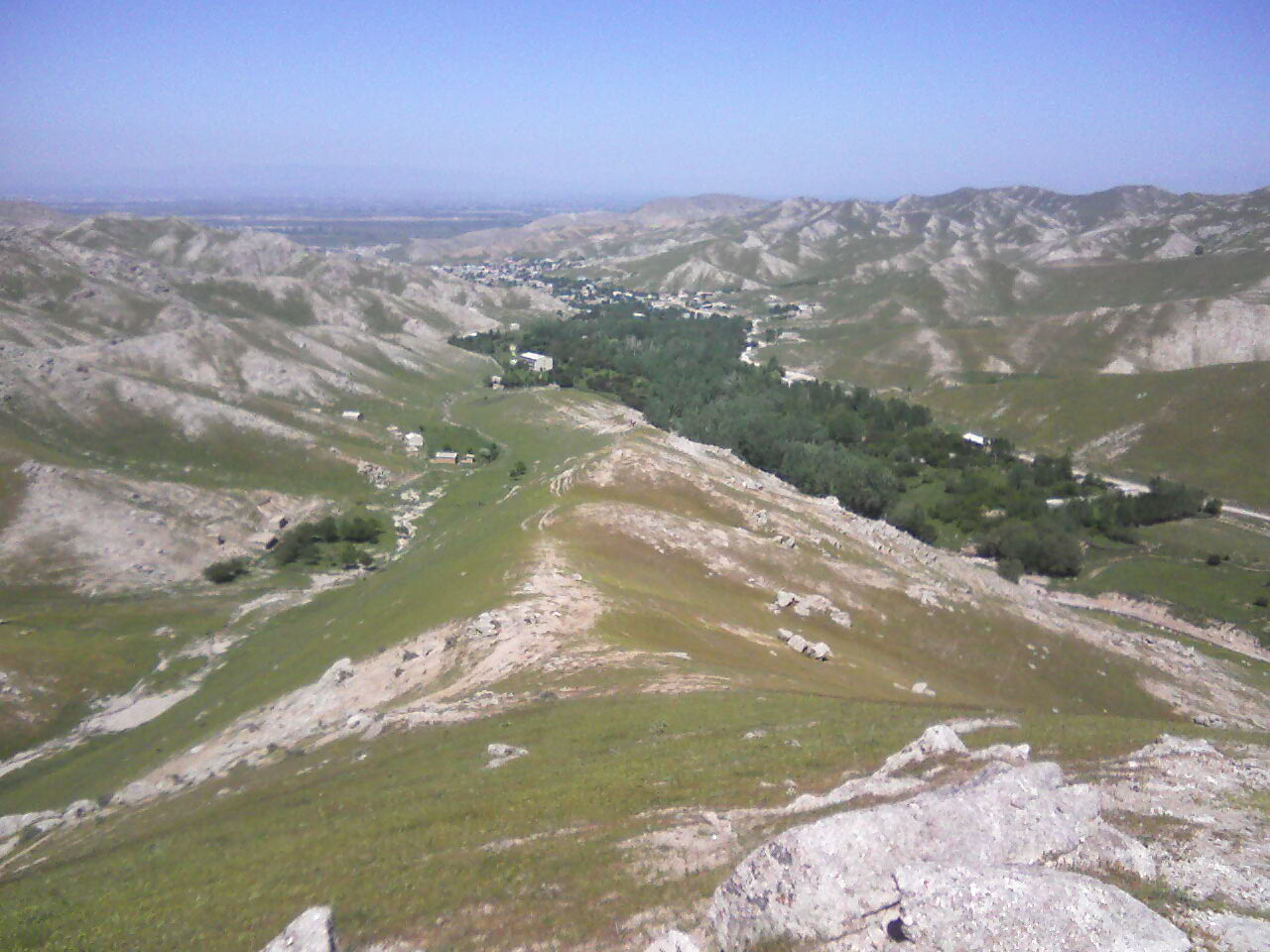
Миранкульские горы.

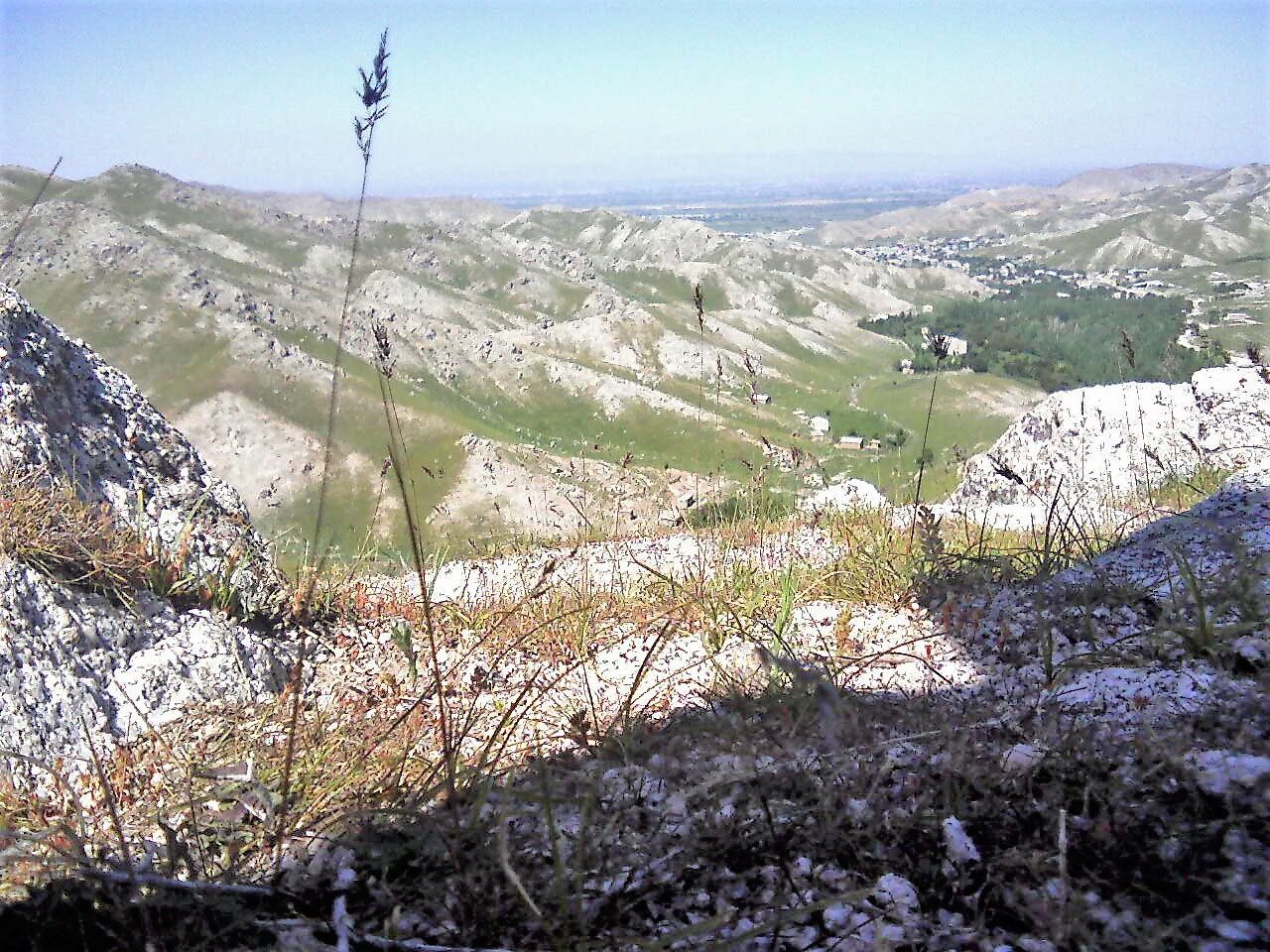
Миранкульские горы, на дальнем плане окраина Самарканда.

Климат территории района является субтропическим внутриконтинентальным, с жарким и сухим летом при холодной зиме. Среднегодовая температура составляет +13,4 °C; средняя температура января равна 0,2 °C, средняя температура июля +25,0 °C. Абсолютный минимум температуры составил —26 °C, абсолютный температурный максимум +56 °C. В среднем на территории района выпадает 300—320 мм осадков за год (основная часть осадков приходится на весну и осень). Вегетационный период длится 215—218 дней.

### Почвы
Почвенный покров адыров образован, в основном, лугово-серозёмными почвами, песками и солончаками.

### Рельеф

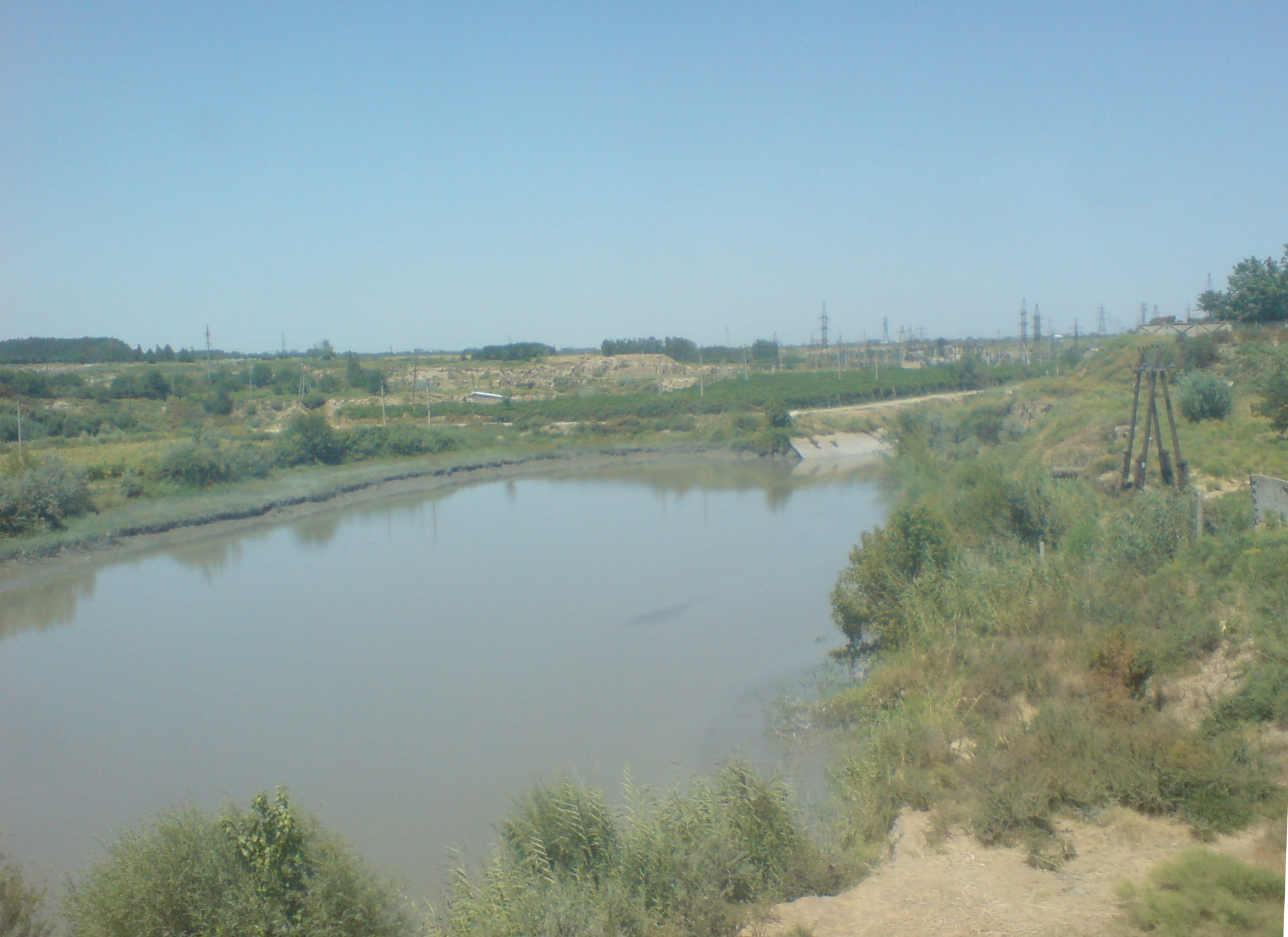
Канал Даргом вблизи окраины Самарканда.

Рельеф Самаркандского района представлен в основном возвышенностями и горами средней высоты, горами заняты южная и восточная часть района. Также имеются низменности. Горные участки района среднем находятся на высоте от 700 до 900 метров над уровнем моря. Средняя высота района 445—450 метров. Низменности распространены в центральной, северной и западной части района, адыры распространены повсеместно. Южнее территории района тянется Зерафшанский, севернее Туркестанский хребет. На территории района находятся горы средней высоты — Агалык, Миранкуль и Сарыкуль. Холмы образованы в основном песчаниками. Самаркандский район лежит в сейсмоопасной зоне.

### Гидрография
По территории района протекает река Зеравшан, который является важной водной артерией, крупнейшей и длиннейшей рекой района. Также по территории района протекают несколько каналов, наиболее крупные из них: Даргом, Эскианхор, Магистральный и Чап Киргок. Их воды используются на орошаемое земледелие, практикуемое на низменностях и пологих склонах у подножья гор.

### Флора и фауна
На территории района повсеместно распространены дженгил, верблюжья колючка, полынь, пальчатник, пырей, метёлка и другие растения, которые имеют большое кормовое значение для разводимых здесь каракулевых овец и других животных. В горной местности в дикорастущем виде встречаются арча, яблоня, грецкий орех, фисташка, миндаль, шиповник, астрагал, барбарис, кизильник. Также в горах растут различные лечебные горные травы.
Фауна района бедна из-за заселённости людьми и маленькой площади. На территории района в малом количестве распространены волки, шакалы, зайцы, различные виды грызунов, различные виды ящериц, змей, включая гадюковых и удавов. Из птиц наиболее распространены кеклики, рябковые, ястребы, орлы, коршуны и сапсаны.

## Административно-территориальное деление
В составе района имеются 2 городских посёлка (районный центр Гюлабад, а также Хужа Ахрори Вали) и 74 махаллинских схода граждан (в том числе 8 махалля в городских посёлках).
В посёлках городского типа на 1 января 2016 года проживало 14 034 жителя, в сельских населённых пунктах — 218 348 жителей.
Внутри территории района расположен административный центр Самаркандской области — город Самарканд, который не входит в состав района. Административно подчинены Самарканду городской посёлок Хишрау, вкраплённый в территорию района, а также примыкающий к территории района с внешней стороны Кимёгарлар.

## Руководство
Главой администрации (хокимом) Самаркандского района с 2019 года является Аминов Зариф Юсупович. Здание администрации района находится в посёлке Гюлабад.

## Население
По данным на 1 января 2016 года в районе проживало 232 382 человека, в том числе 14 034 человека (6,0 %) в поселках городского типа Гюлабад и Хужа Ахрори Вали, 218 348 человек (94,0 %) в сельских населенных пунктах. Соотношение полов в поселках городского типа 107 мужчин на 100 женщин, а в сельской местности 102 мужчины на 100 женщин. Средняя плотность населения составляет 540 человек на 1 км².
В национальном составе населения большинство составляют узбеки и таджики. Доля таджиков в районе является одной из самых высоких в Узбекистане. Также в районе проживают среднеазиатские иранцы, среднеазиатские арабы, русские, татары и другие национальности.

## Хозяйство

### Сельское хозяйство
Орошаемый земельный фонд района в целом составляет 17,8 тыс. га. В Самаркандском районе развиты, в основном, отрасли сельского хозяйства: скотоводство, хлопководство, земледелие, садоводство, виноградарство. На середину 2000-х годов здесь действовало 9 ширкатных (кооперативных) хозяйства и несколько десятков фермерских хозяйств, специализированных на животноводстве, зерноводстве, хлопковдстве и овощеводстве. Площадь посевов зерновых культур равна 7,8 тыс. га, хлопка — 4,9 тыс. га, овощей — 2,0 тыс. га, бахчи и фруктов, садов и виноградников — несколько тысяч га. Имеются хозяйства по пчеловодству и выращиванию горных целебных трав.
В частном и общественном владении находилось несколько тысяч голов крупного рогатого скота, мелкого рогатого скота (овец и коз), домашней птицы, лошадей в табунах.

### Промышленность

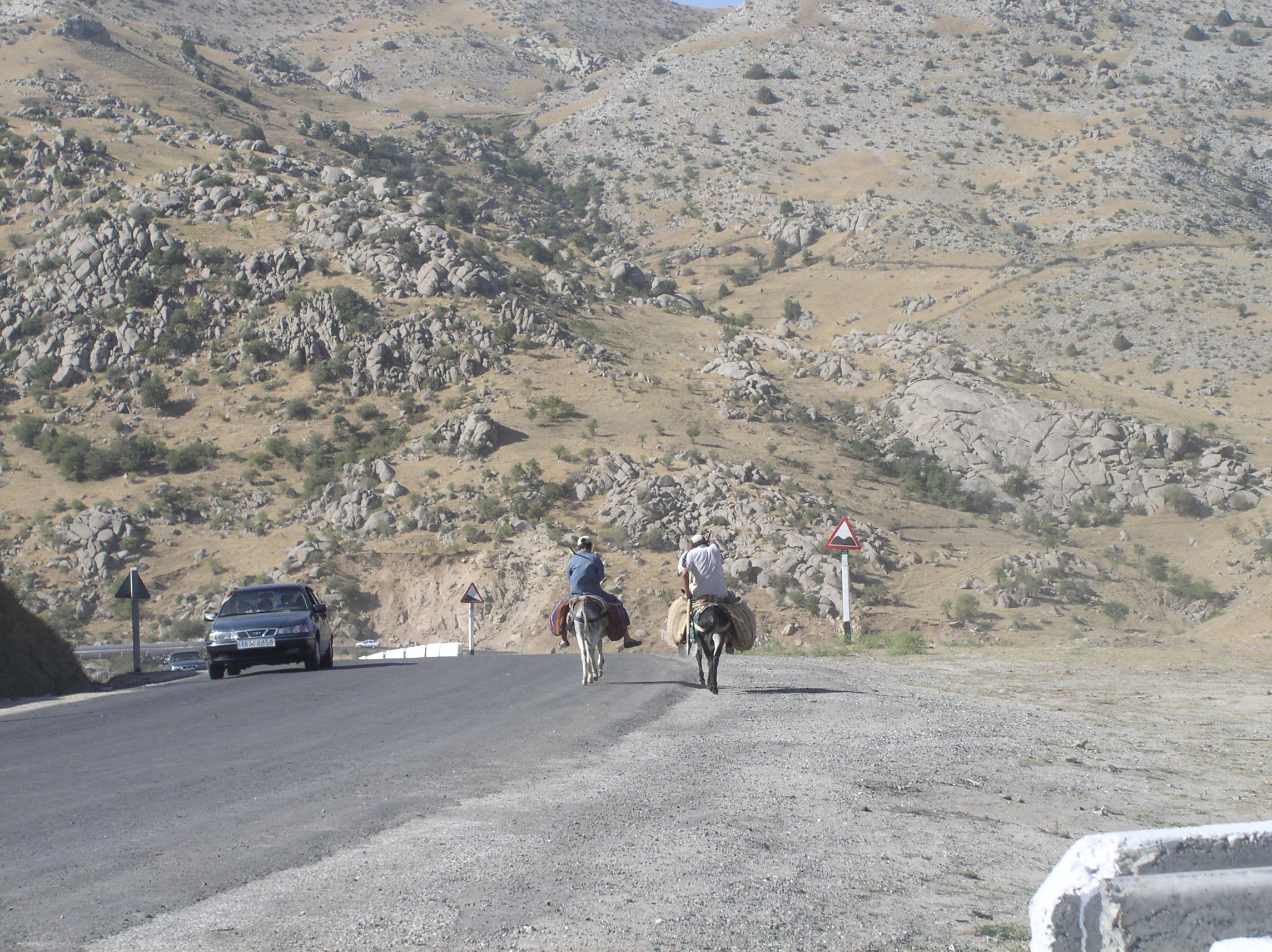
Автомобильная дорога связывающая Самарканд и Шахрисабз.

На территории Самаркандского района имеются месторождения известняка. Разработка этих месторождений ведётся открытым способом. Здесь функционируют предприятия по переработке мрамора и хлопка. Имеются предприятия по производству кирпичей, напитков, кондитерских изделий, молочных продуктов и продуктов питания. Функционируют более 828 различных компаний и предприятий, из них 88 крупных, 27 средних, 93 малых предприятий, 620 имеют статус микрофирмы. Некоторые из них являются совместными, в частности узбекско-багамско-швейцарское предприятие «Samfruit» и узбекско-латвийское «Samrin Trade» по выращиванию и переработке фруктов, узбекско-китайское предприятие «Samarqand poyafzal Klas» по производству обуви, узбекско-турецкое предприятие «Asia Carpet Textil» по производству текстильной продукции, узбекско-французское предприятие «ALULUX» по производству продукции из алюминиевых профилей, узбекско-белорусское строительное предприятие «Алина Инвест», узбекско-кипрское предприятие «Mehr-Saodat» по птицеводству и производству бройлерной курицы и яиц, узбекско-южнокорейское предприятие «Damir-Yujin Samarkand» по производству изделий из пластмассы, узбекско-британское предприятие «Agromir Meva» по производству консервной продукции из овощей и фруктов.

### Транспорт
Общая длина автомобильных дорог на территории Самаркандского района составляет около 200 км, часть которого соединяется с большим узбекистанским трактом. По территории района проходит ветка железной дороги по маршрутам Самарканд — Бухара, Самарканд — Карши, Самарканд — Ташкент. Главная станция района находится внутри города Самарканд, в самаркандском железнодорожном вокзале. На северной окраине города Самарканд находится единственный аэропорт района и города Самарканд — Самаркандский международный аэропорт.
Поддерживается автобусное сообщение по маршрутам Самарканд — Ургут, Самарканд — Бухара, Самарканд — Каттакурган, Самарканд — Джизак, Самарканд — Ташкент и другим.

## Социальная сфера

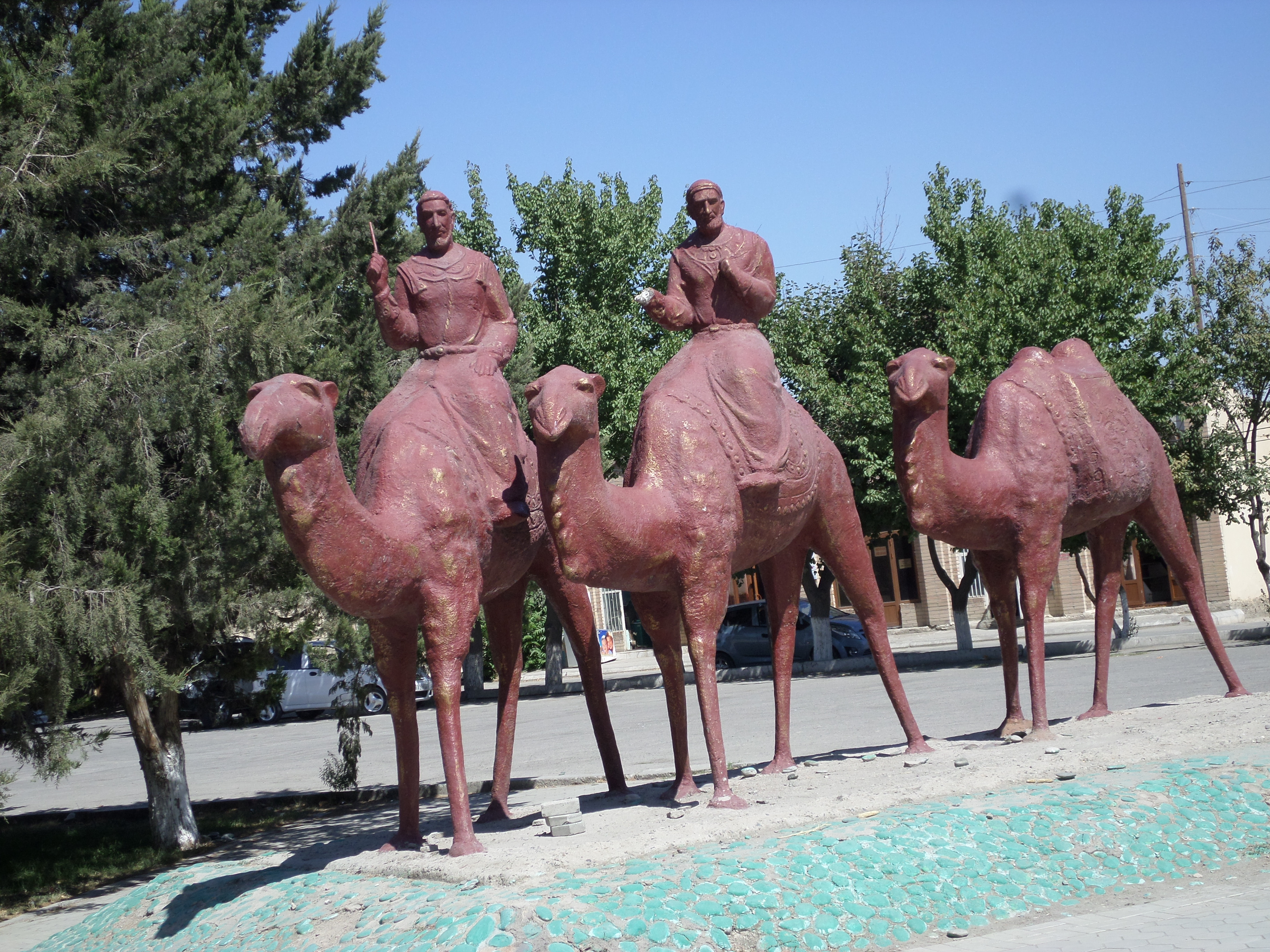
Памятник каравану возле ансамбля Ходжа-Ахрар.

### Образование
По состоянию на 2015 год на территории Самаркандского района функционирует 69 общеобразовательных школ. В школах получают образование более 45 тыс. детей. Действует несколько колледжей.

### Культура и просвещение
В Самаркандском районе ведут работу один театр, дворец культуры, дома культуры, многочисленные клубы и 78 библиотек (по состоянию на середину 2000-х годов).
Кроме распространённых по всему Узбекистану и Самаркандской области газет, журналов, радиостанций и телеканалов, на территории Самаркандского района с 1947 года издаётся газета «Sharq tongi» (Заря востока).

### Медицина
В районе действует 6 больниц, 10 лечебных центров, 17 фельдшерских пунктов. В каждом населённом пункте имеется врачебный пункт.

### Спорт
В Самаркандском районе функционируют стадионы, спортзалы, спортплощадки и другие спортивные сооружения. По состоянию на середину 2000-х годов, действовало 73 спортивных объектов.
Футбол — один из самых популярных видов спорта в Самарканде. В Самаркандском районе существует 3 профессиональных футбольных клубов «Мароканд», «Гулобод» и «Кавчинон», а также во всех махаллей есть свои команды.
В Самаркандском районе имеется два крупных стадиона: «Мароканд», рассчитанный на 3000 зрителей, а также стадион «Гулобод», рассчитанный на 4000 зрителей. На стадионе «Мароканд» проводит свои домашние матчи «ФК Мароканд», а «ФК Гулобод» на стадионе «Гулобод». «ФК Кавчинон» проводит свои домашние матчи на одноимённом стадионе который расположен в махале Кавчинон, рассчитанном на 540 зрителей.
Ежегодно с 2000-х годов в Самаркандском районе проводятся турниры между футбольными командами махаллей. Один из турниров назван в честь первого президента Республики Узбекистан Ислама Абдуганиевича Каримова.

## Туризм и достопримечательности

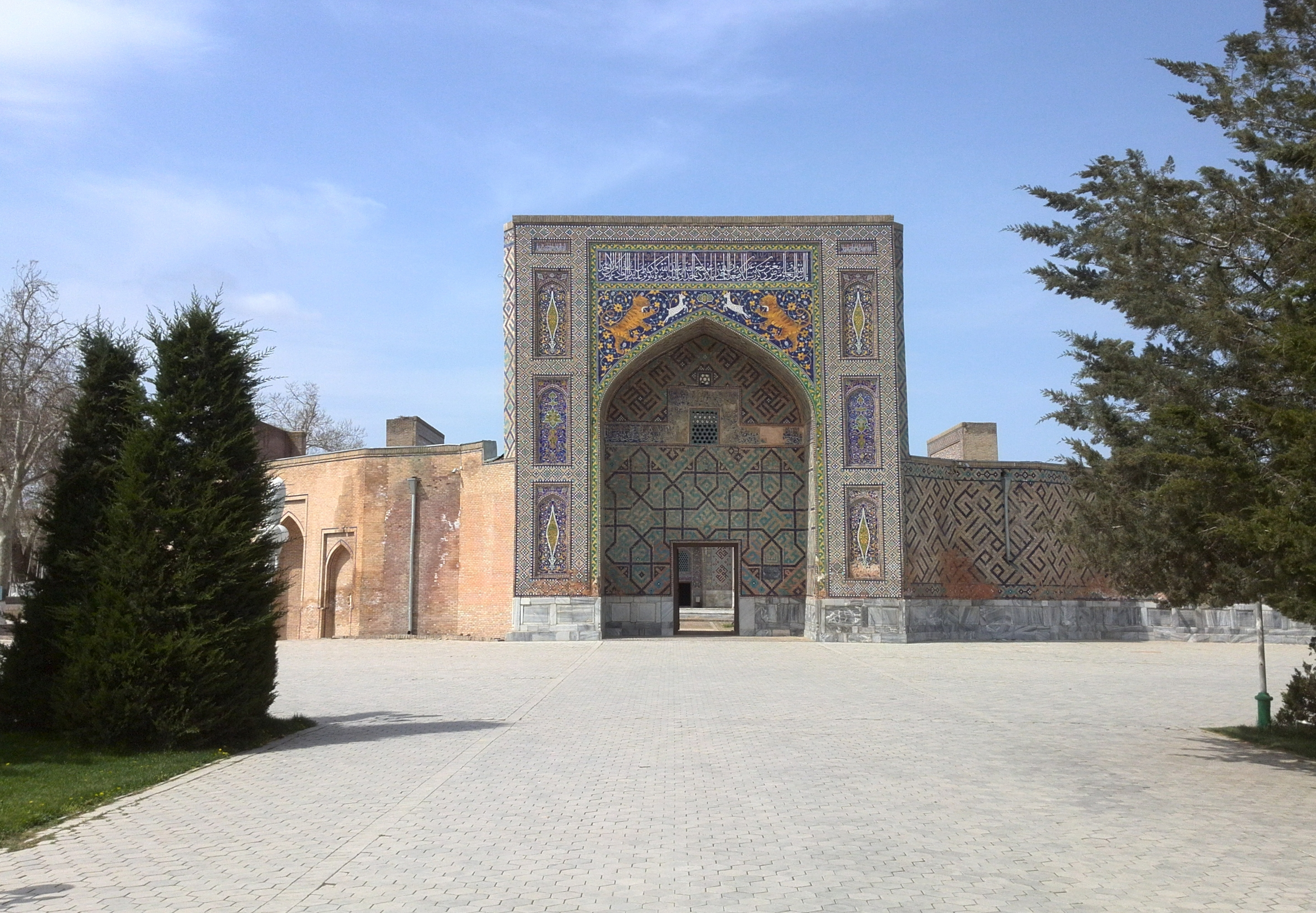
Главный вход мечети Ходжа-Ахрар.

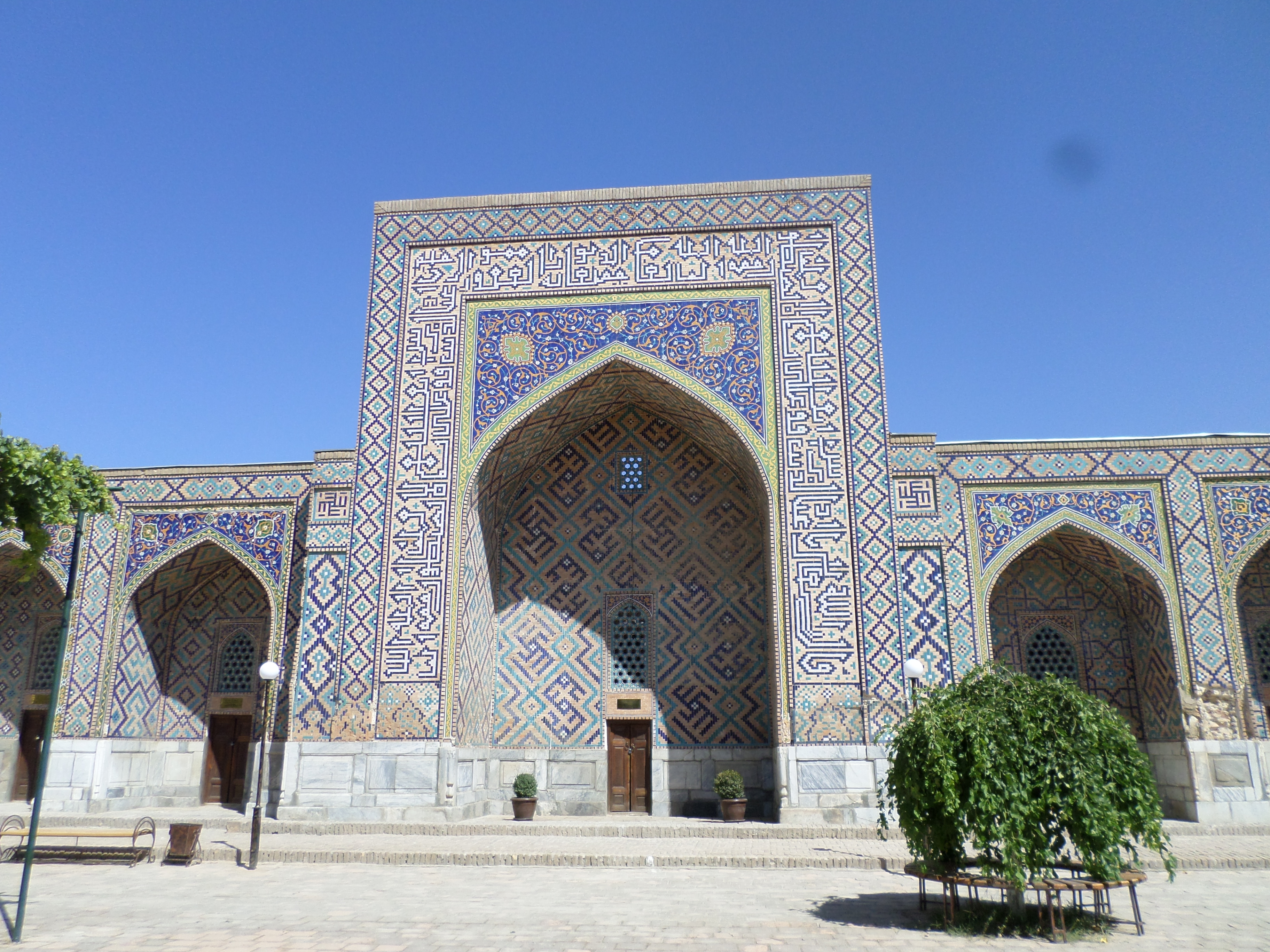
Задний вход мечети Ходжа-Ахрар.

Горный туризм является одной из развитых отраслей экономики района. На территории района расположены множество летних лагерей, наиболее крупные из которых находятся в кишлаках Агалык и Миранкуль, которые находятся у подножий одноимённых гор. Также именно вокруг этих кишлаков расположены другие места отдыха и санатории. 

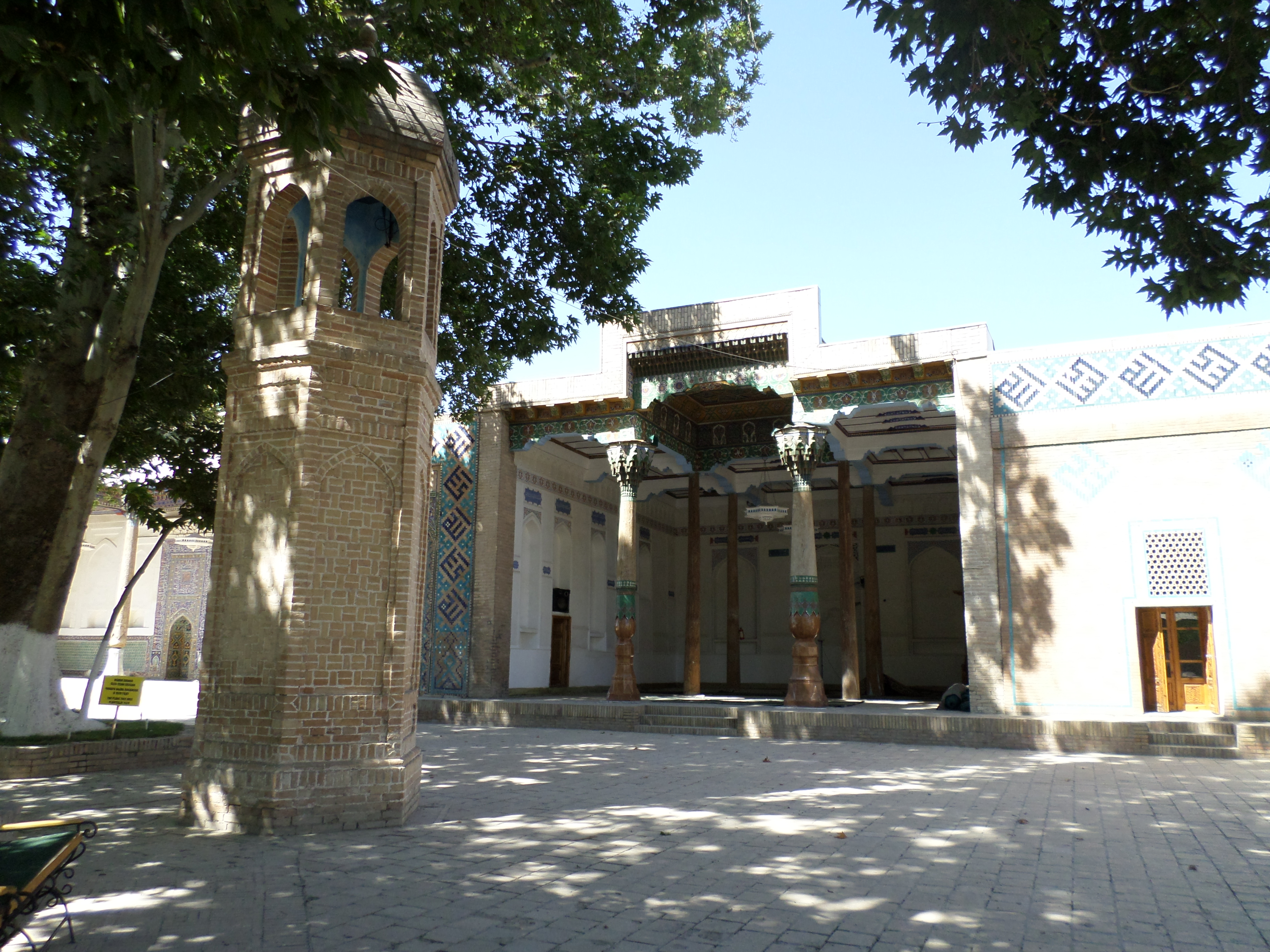
Айван и минарет мечети Ходжа-Ахрар.

Если не считать исторические памятники архитектуры и другие объекты туризма внутри Самарканда, на территории района находится один архитектурный памятник, который расположен западнее окраины Самарканда. Это Ансамбль Ходжа-Ахрар, комплекс сооружений мемориального, культового и духовно-просветительского назначения, сложившийся в XV—XX веках на окраине древнего кладбища Джакердиза в южной части пригорода Самарканда. Возникновение ансамбля связано с именем крупного религиозного и государственного деятеля Мавераннахра — шейха Насыр ад-дина Убайдаллаха ибн Махмуда Шаши, более известного под именем Ходжи Ахрара Вали. Его могила, которая находится на территории комплекса, является одной из самых почитаемых святынь ислама в Средней Азии. Ансамбль состоит из двух культовых сооружений: медресе Надир диван-беги и мечеть Ходжа-Ахрар.